# 大須球場
大須球場（おおすきゅうじょう）は、1947年（昭和22年）から1953年（昭和28年）にかけて愛知県名古屋市中区大須にあった野球場。

## 概要
名古屋大空襲で焼失した本願寺名古屋別院（西別院）の再興と大須の発展のため、大須七ツ寺勤労協和会を中心に愛知県と名古屋市の協力も得て境内に開設。センターからレフト、ライトは膨らみがなく一直線になっており、フェンスが低いため非常に本塁打が出やすい球場であった（『巨人軍5000勝の記憶』で千葉功は「いわば『校庭グラウンド』」と表現している）。プロ野球公式戦以外にもノンプロや高校、軟式の野球場として利用、女子プロ野球も行われた。オートレースやダンスパーティーなどにも使用されていた。収容人員は1万人。球場主には大須七ツ寺勤労協和会会長の高島三治が就いた。

## 歴史
- 1947年（昭和22年） - 大須二子山古墳および空襲で焼失した本願寺名古屋別院（西別院）の跡地に建設される。
- 1948年（昭和23年） - プロ野球公式戦が行われる。
- 1948年（昭和23年） - オートレースが行われる。
- 1949年（昭和24年） - 中日ドラゴンズの本拠地が中日スタヂアムに変更された影響で、公式戦は行なわれなかった。
- 1950年（昭和25年） - 前年の2リーグ分裂騒動により、パシフィック・リーグの名古屋遠征時の公式戦用球場となる。以後、1952年までに20試合前後が行なわれたという。
- 1951年（昭和26年）10月5日 - 大映対阪急戦で、大映の飯島滋弥が2本の満塁本塁打を含む3本塁打を放ち、1試合11打点・1イニング7打点・1試合2満塁本塁打の記録を樹立。
- 1952年（昭和27年）7月7日 - 大須事件が発生。
- 1953年（昭和28年）1月30日 - 経済的な行き詰まりで閉鎖を決定[3]。

## 大須球場における各種記録
1試合最多安打
- 1948年（昭和23年）10月16日：読売ジャイアンツ対大陽ロビンス戦
  - 27安打した巨人が 26-5 で勝利。1997年（平成9年）に西武ライオンズが29安打するまで日本記録だった。

1試合最多合計得点
- 1950年（昭和25年）3月16日：東急フライヤーズ対西鉄クリッパース戦
  - 21-14で西鉄が勝利。計35点の記録は現在も破られていない。
  - この試合が記念すべき西鉄初勝利の試合となった。
  - この後に毎日オリオンズ対阪急ブレーブス戦が行われたが、こちらも打撃戦の末に13-9で阪急が勝利。第1試合が計35点、第2試合が計22点の「計57点」は、1日に1球場で出した得点では最多記録。

1試合最多打点
- 1951年（昭和26年）10月5日：大映スターズ対阪急ブレーブス戦
  - 前述の飯島滋弥（大映）による1試合11打点。現在も破られていない。
  - なお同時に記録した1イニング7打点は1993年（平成5年）に池山隆寛（ヤクルトスワローズ）が、1試合2満塁本塁打は2006年（平成18年）に二岡智宏（読売ジャイアンツ、2打席連続）が記録している（飯島は2打席連続ではない）。

## 閉場後
スタンド等の施設はその後解体・撤去され、球場の敷地も事業主（個人）から浄土真宗本願寺派（西本願寺）に返還された。球場跡地には、戦災で焼失した本願寺名古屋別院（西別院）が再建される。また同跡地に名古屋スポーツセンターが建設され、伊藤みどり、安藤美姫、中野友加里、浅田舞・真央姉妹ら、フィギュアスケートの有力選手を多数輩出する。

## 施設概要
- 両翼：91.2m
- 内野：土
- 外野：土
- 照明設備：なし